# Teoria motora da percepção da fala
A teoria motora da percepção da fala é a hipótese de que as pessoas percebem as palavras faladas identificando os gestos do trato vocal com os quais são pronunciadas, em vez de identificar os padrões sonoros gerados pela fala. Originalmente alegou-se que a percepção da fala é feita através de um módulo especializado que é inato e específico do ser humano. Embora a ideia de um módulo tenha sido qualificada em versões mais recentes da teoria, permanece a ideia de que o papel do sistema motor da fala não é apenas produzir articulações de fala, mas também detectá-las.
A hipótese ganhou mais interesse fora do campo da percepção da fala do que dentro dele. Isso aumentou particularmente desde a descoberta dos neurônios-espelho que ligam a produção e a percepção de movimentos motores, incluindo aqueles feitos pelo trato vocal. A teoria foi inicialmente proposta nos Laboratórios Haskins na década de 1950 por Alvin Liberman e Franklin S. Cooper, e desenvolvida posteriormente por Donald Shankweiler, Michael Studdert-Kennedy, Ignatius Mattingly, Carol Fowler e Douglas Whalen.

## Origem e desenvolvimento

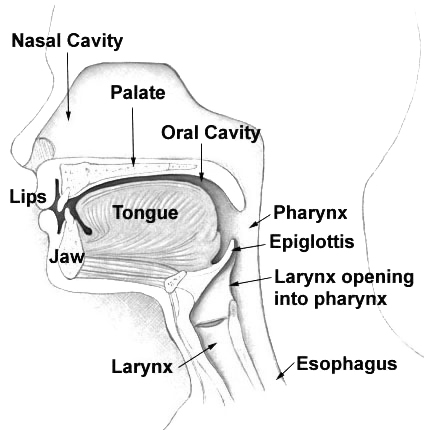
Quando ouvimos palavras faladas, sentimos que elas são feitas de sons auditivos. A teoria motora da percepção da fala argumenta que por trás dos sons que ouvimos estão os movimentos pretendidos do trato vocal que os pronuncia.

A hipótese tem origem em pesquisas que usaram a reprodução de padrões para criar máquinas de leitura para cegos que substituiriam sons por letras ortográficas. Isso levou a um exame minucioso de como os sons falados correspondem ao espectrograma acústico deles como uma sequência de sons auditivos. Isso descobriu que consoantes e vogais sucessivas se sobrepõem umas às outras no tempo (fenômeno conhecido como coarticulação). Isso sugere que a fala não é ouvida como um "alfabeto" acústico ou "cifra", mas como um "código" de gestos de fala sobrepostos.